# З любов'ю, Віктор
З любов'ю, Віктор (англ. Love, Victor) — американський підлітковий романтичний комедійно-драматичний вебтелевізійний серіал, створений Айзеком Аптакер та Елізабет Бергер, що є продовженням фільму «З любов'ю, Саймон» 2018 року. Прем'єра серіалу відбулася 17 червня 2020 року на Hulu. Виробництво належить 20th Television.
Майкл Чіміно зіграв роль Віктора, підлітка з колумбійсько-пуерториканської родини, що проживає в Атланті. Нік Робінсон, який зіграв головну роль у фільмі «З любов'ю, Саймон», є продюсером і оповідачем серіалу. Зйомки почалися у серпні 2019 року в Лос-Анджелесі. Прем'єра третього і фінального сезону відбулася 15 червня 2022 року.

## Сюжет
Серіал базується на житті Віктора — нового учня вищої школи Кріквуду, який потрапив у неї після переїзду родини з іншого міста. У сюжеті прослідковується його шлях до самоприйняття: він стикається із сімейними проблемами, усвідомленням і боротьбою із власною сексуальною орієнтацією. Віктору важко на новому місці, тому він листується із Саймоном, який намагається йому допомогти.

## У ролях
- Майкл Чіміно в ролі Віктора Салазара[2]
- Джордж Сір[es] у ролі Бенджаміна «Бенджі» Кемпбелла — відкритого гея, учня вищої школи Кріквуду
- Рейчел Гілсон в ролі Мії Брукс — найпопулярної дівчини у школі, що легко змогла знайти спільну мову із Віктором
- Ентоні Турпель[es] у ролі Фелікса Вестена — нового сусіда Віктора, що стає його другом
- Бебі Вуд[en] у ролі Лейк Каннінгем — найкращої подруги Мії
- Мейсон Гудінг у ролі Ендрю — красунчика, що грає у місцевій баскетбольній команді
- Ізабелла Феррейра[de] у ролі Пілар Салазар — молодшої сестри Віктора
- Матео Фернандес у ролі Адріана Салазара — маленького брата Віктора;
- Джеймс Мартінес[en] у ролі Армандо Салазара — батька Віктора, який намагається зберегти свою родину від розпаду;
- Ана Ортіс у ролі Ізабель Салазар — мати Віктора, яка перебуває під сильним стресом після переїзду до нового міста і відсутності розуміння зі сторони доньки;
- Нік Робінсон у ролі Саймона Шпіера (із фільму «З любов'ю, Саймон»). Робінсон в основному з'являється через озвучку, прочитуючи Вікторові свої повідомлення. Особисто з'являється у восьмому епізоді 1 сезону.
- Емі Пітц у ролі Маргарет Кемпбелл (3-й сезон).

## Відгуки
Агрегатор рецензій Rotten Tomatoes повідомив про позитивні відгуки 92 % глядачів із середнім рейтингом 7,02/10. Критики прийшли до такого консенсусу: «Майкл Кіміно зачаровує грою у „З любов'ю, Віктор“ як щирий і милий хлопець з великим серцем». Metacritic дав серіалу оцінку 68 із 100, спираючись на думці 20 критиків, вказавши на «загалом позитивні відгуки».